# 에밀리 쿠로다
에밀리 쿠로다(Emily Kuroda, 1952년 10월 30일 ~ )는 미국의 영화배우, 연극 배우, 텔레비전 배우이다.
프레즈노에서 태어났다.

## 영화
- 메이비 썸데이 (2015년)
- 피프 월드 (2010년)
- 레드 (2010년)
- 쇼핑걸 (2005년)
- 스탠드 업 포 저스티스 (2004년)
- 길모어 걸스 (2000년)
- 서버번 (1999년)
- 어둠 속의 그림자 (1995년)
- 마지막 만찬 (1991년)
- 치욕의 법정 (1990년)
- 아버지의 황혼 (1989년)
- 3인의 약혼녀 (1989년)
- 천재 소년 두기 (1989년)
- 비앤비 (1987년)
- LA 로 (1986년)
- 더 영 앤 더 레스트리스 (1973년)